# Raymund Sänger

Raymund Sänger (ca. 1948)

Raymund Sänger (* 17. Dezember 1895 in Adliswil; † 29. September 1962 in Kilchberg (ZH); heimatberechtigt in Adliswil) war ein Schweizer Physiker und Hochschullehrer.

## Leben
Raymund Sänger war der Sohn des Seidenfabrikanten Josef und der Angela Wilhelmina, geborene Franzetti. Er war ab 1927 mit Ida Sonderegger verheiratet.
Sänger studierte von 1915 bis 1921 Mathematik und Physik an der ETH Zürich, wo er 1926 bei Peter Debye promovierte. Ebenda war er Assistent am Physikalischen Institut von 1926 bis 1936, wobei er die Jahre 1931 bis 1933 als Rockefeller Research Fellow in Pasadena (Kalifornien) verbrachte. Ab 1931 war Sänger Privatdozent für spezielle Gebiete der Physik und arbeitete von 1938 bis 1949 als Sektionschef an der Abteilung für industrielle Forschung (AfiF) der ETH Zürich. 1948 wurde er zum Titularprofessor und 1962 zum ausserordentlichen Professor für Physik der Atmosphäre ernannt. Sänger führte für die Armee Studien über die Witterungseinflüsse auf ballistische Flugbahnen durch. Nach der Untersuchung von Sprengstoffexplosionen in Hagelwolken wandte er sich einem Forschungsprogramm zu eiskeimbildenden Substanzen zu.
Ausserhalb seiner akademischen Laufbahn engagierte sich Sänger von 1934 bis 1940 als Präsident der Physikalischen Gesellschaft Zürich und als Redaktor der neu gegründeten Zeitschrift für angewandte Mathematik und Physik. Ferner war er von 1950 bis 1962 Präsident der Eidgenössischen Kommission zum Studium der Hagelbildung und Hagelabwehr. In der Schweizer Armee war er Oberst der Artillerie.

## Werke
- Temperaturempfindlichkeit der Dielektrizitätskonstanten von CH-4, CH-3Cl, CH-2Cl-2, CHCl-3, CCl-4 im dampfförmigen Zustande. Eidgenössische Technische Hochschule Zürich, Promotionsarbeit, 1926 (PDF; 1.3 MB).